# László Varvasovszky
László Varvasovszky (geboren 1947 in Wien) ist ein österreichischer Künstler und Kinderbuchautor. 

## Leben
László Varvasovszky studierte an der Hochschule für angewandte Kunst in Wien und erhielt 1972 das Diplom für Bühnen- und Filmgestaltung. Er unterrichtete bis 1995 Bühnengestaltung an der Hochschule für Musik und darstellende Kunst in Graz und erhielt den Berufstitel Professor. Er lebt und arbeitet als Autor, Zeichner, Performer und Bühnenbildner in Wien. 
Varvasovszky wurde als Bilderbuchautor bekannt, er schrieb auch Kindertheaterstücke und Hörspiele. Er erhielt für seine Arbeiten verschiedene Auszeichnungen, darunter 2006 für das Bärenwortspielbuch als ein Schönstes Buch Österreichs und 2014 für Und als ich grub, fand ich die Zeit den Kinder- und Jugendbuchpreis der Stadt Wien. 

## Werke (Auswahl)
- Das Schneebärenbuch. Frankfurt am Main: Insel-Verlag, 1978
- Honki im Schattenland. Frankfurt am Main: Insel-Verlag, 1980
- Die Bremer Stadtmusikanten : e. Geschichte, e. Märchen, e. Schattentheater. Frankfurt am Main: Insel-Verlag, 1980
- Das Geburtstagsbuch für Kinder. Verse Elisabeth Borchers. Frankfurt am Main: Insel-Verlag, 1982
- Circus der Clowns. Frankfurt am Main: Insel-Verlag, 1984
- Der grosse Zauberer und der kleine Hase. Frankfurt am Main: Insel-Verlag, 1984
- Barbara Frischmuth: Die Geschichte vom Stainzer Kürbiskern.  Illustrationen Laszlo Varvasovszky. Wies: Ed. Kürbis, 2000
- Die dicke Prinzessin. Merzig: Merziger Druckerei, 2004
- Bärenwortspielbuch. Weitra: Verl. Publ. P No 1, 2005
- Jakob der Zaubärer. Weitra: Verl. Publ. P No 1, 2007
- Osterbär. Weitra: Verl. Publ. P No 1, 2008
- Gilbert holpert, stolpert, taumelt, baumelt, rutscht, flutscht und puzelt. St. Pölten: Residenz, 2009
- Unterirdisch schön : Drachen in Margareten. Weitra: Bibliothek der Provinz, 2010
- mit Marianne Ilmer Ebnicher: Glasherzenglück. Weitra: Bibliothek der Provinz, 2010
- mit Heike Werner: Bäumchen. Weitra: Bibliothek der Provinz, 2010
- Und als ich grub, fand ich die Zeit. Weitra: Bibliothek der Provinz, 2013